# Ariadna tubicola
Ariadna tubicola là một loài nhện trong họ Segestriidae.
Loài này thuộc chi Ariadna. Ariadna tubicola được Eugène Simon miêu tả năm 1893.